# Truutholmi
Truutholmi med Multikari är en ö i Finland. Den ligger i Skärgårdshavet och i kommunen Gustavs i den ekonomiska regionen  Nystadsregionen i landskapet Egentliga Finland, i den sydvästra delen av landet. Ön ligger omkring 54 kilometer väster om Åbo och omkring 200 kilometer väster om Helsingfors.
Öns area är 37,5 hektar och dess största längd är 0,9 kilometer i nord-sydlig riktning. I omgivningarna runt Truutholmi växer i huvudsak barrskog.

## Sammansmälta delöar
- Truutholmi 60°36′28″N 21°18′59″Ö / 60.60781°N 21.31626°Ö
- Multikari 60°36′12″N 21°18′55″Ö / 60.60331°N 21.31523°Ö